# Marciano da Silva
Marciano Octávio Garcia da Silva ist ein osttimoresischer Diplomat. Von 2013 bis 2021 war er Ständiger Vertreter Osttimors bei den Vereinten Nationen in Genf und Botschafter Osttimors in der Schweiz und Monaco. 2023 wurde Silva osttimoresischer Botschafter auf den Philippinen.

## Werdegang
Seit der Unabhängigkeit Osttimors im Jahre 2002 ist Silva im diplomatischen Dienst des Landes tätig. Zunächst war er Direktor der Abteilung für multilaterale Angelegenheiten im Außenministerium Osttimors.
Ab 2008 war Silva Counsellor an der Botschaft Osttimors in Brüssel, die für die Europäische Union und die mehreren Staaten Mitteleuropas, wie Belgien, Deutschland und Österreich zuständig ist. und übernahm noch im selben Jahr den Posten des Botschafters als Interim Chargé d'Affairs.
2010 kehrte Silva an das Außenministerium in Dili zurück und war bis 2013 Generaldirektor für die regionale Integration und pazifische Angelegenheiten. Unter anderem war er ab Januar 2011 in diesem Amt Leiter der Delegation Osttimors beim ASEAN-Regionalforum (ARF).
Am 6. August 2013 wurde Silva zum ersten Botschafter Osttimors in Genf ernannt. Er war damit Ständiger Vertreter bei den Vereinten Nationen und Botschafter in der Schweiz und anderen Ländern. Am 19. Februar 2015 fand die Akkreditierung in Monaco statt. Das Amt hatte Silva bis 2019 inne. 2021 wurde Lurdes Maria Bessa neue Botschafterin in Genf.
Am 24. Oktober 2023 wurde Silva zum osttimoresischen Botschafter auf den Philippinen ernannt. Die Akkreditierung fand am 2. Januar 2024 statt.